# Муромский Успенский монастырь
Му́ромский Успе́нский монасты́рь — мужской монастырь Петрозаводской епархии; один из древнейших очагов православия на территории Карелии. Расположен на восточном берегу Онежского озера в Красноборском сельском поселении Пудожского района Карелии в 35 км к югу от посёлка Шальский и в 15 км от деревни Гакугса. Имеет подворье с церковью Александра Невского в Пудоже.

## История
Муромский монастырь предположительно основан на рубеже XIV и XV веков. Легенды о возникновении монастыря собраны в «Повести о Муромском острове». Согласно данному источнику, монастырь основал Лазарь из Константинополя, отправившийся в 1342 году по поручению кесарийского епископа к новгородскому святителю Василию и оставшийся на Руси. После смерти святителя Василия Лазарь пошёл, как повелел ему духовный отец, «в северную сторону, к морю, к острову Мучь, на озеро Онего».
На Муромском острове, по преданию, Лазарь построил жилище и часовню. К Лазарю начали стекаться иноки, монастырь разрастался. При жизни основателя монастыря, пришедшими из Киева иноками, была возведена первая в Поморье церковь во имя Успения Пречистой Богородицы Печерской. Затем была срублена церковь Рождества Иоанна Предтечи с трапезной. А маленькая церковь Воскрешения Лазаря, построенная в 1390 году и давшая жизнь монастырю, оказалась за пределами киновии — на кладбище.

### Первый монастырь
В 1612 году в эпоху смутного времени монастырь подвергся разорению «от немецких и литовских людей».

Именным указом Екатерины II от 26 февраля 1764 года из Новгородской митрополии выделилась и была учреждена отдельная Олонецкая епархия. Вновь учрежденная епархия не имела полной самостоятельности и носила статус викарной, будучи образована вместо фактически ликвидированного к тому времени Кексгольмского и Ладожского викариатства. Архиереи именовались викариями Олонецкими и Каргопольскими (кафедра находилась в Александро-Свирском Свято-Троицком монастыре). Под управление Олонецкого и Каргопольского викария перешли приходы и монастыри, находившиеся в границах Олонецкого, Каргопольского и Устюженского уездов, а также Ясенецкого и Красновского заказов. Это касалось и Муромского монастыря. 

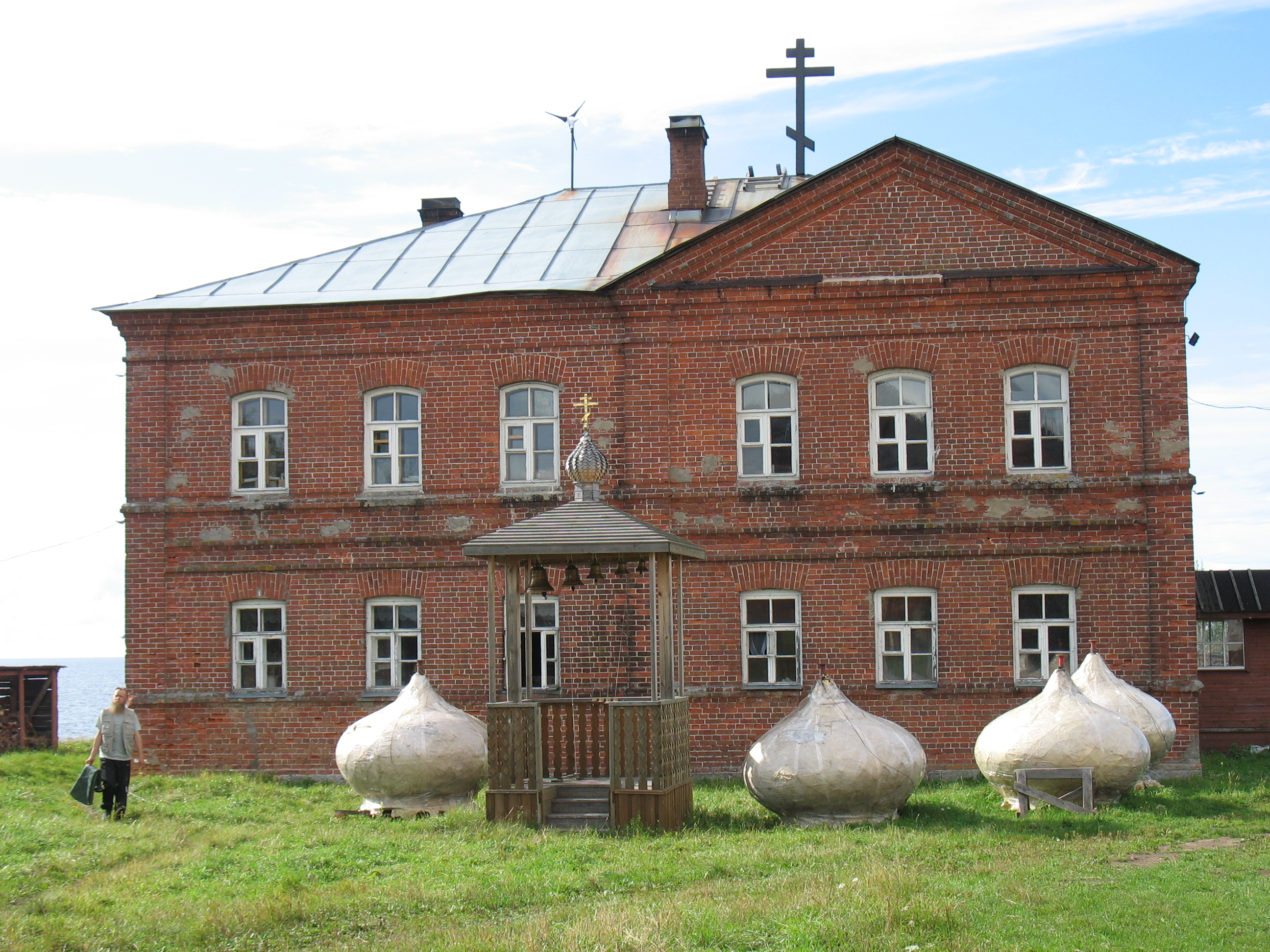
Келейный корпус обители

Учреждение в 1784 году Олонецкого наместничества, объединившего Олонецкую и Архангельскую губернии, повлекло в 1787 году закрытие викариатства и его слияние с Архангельской епархией, так как российское правительство стремилось привести в соответствие губернские и епархиальные границы.
В 1785 году по указу Екатерины II часть территорий Вытегорского и Каргопольского уездов обособляются в отдельный Пудожский уезд.
Летом 1785 года академик Н. Я. Озерецковский, путешествовавший по Онежскому озеру, нашёл там только двух престарелых монахов. В 1786 году Муромский монастырь был обращён в женский, а в 1787 году упразднён.

### Приход упраздненного Муромского монастыря
В 1788—1867 годах храмы упразднённого монастыря существовали как приход.
В 1838 году при закрытом монастыре проживали крестьянская девица Феодосия Тихоновна Кизилова с 8 странницами, которые хотели открыть здесь женскую обитель. Однако их прошение об открытии женского монастыря в 1843 году было отклонено Синодом.
В 1860—1866 годах прихожанами был возведён новый Успенский храм с двумя приделами — Рождества Иоанна Предтечи и Иоанна Рыльского. Над его притвором была устроена колокольня с 12 колоколами, один из которых — трёхпудовый — был отлит ещё в 1508 году.

### Возрождённый монастырь
В 1867 году монастырь восстановили с назначением штата монашествующих из 7 человек без пособия от казны. При нём был учреждён дом для престарелых и убогих. Возрождение связано с именем богатого жертвователя, пудожского почётного гражданина И. И. Малокрошечного.
В 1891 году была построена и освящена каменная пятиглавая церковь Всех Святых, украшенная на северной и южной стенах вделанными над окнами овальной формы иконами преподобных Лазаря и Афанасия Муромских (Афанасий Муромский был игуменом монастыря в середине XV века и почитаем наравне с преподобным Лазарем). На втором этаже каменного корпуса расположился домовой храм святителя Николая. Главные святыни обители — мощи преподобных Лазаря и Афанасия Муромских — находились под спудом в двух часовнях. Монастырь окружала каменная ограда. Кладбищенская ограда (1867) считается последней страницей в истории северных монастырских оград.
В XIX веке над Лазаревской церковью был возведён деревянный храм большого размера, заключивший её в футляр. Служба в церкви совершалась только раз в год, в Лазареву субботу.
В 1912—1913 году в ссылке в монастыре находился основатель секты «иннокентьевцев» иеромонах Балтского Феодосиевского монастыря Иннокентий (Иван Левизор).

### Советские годы

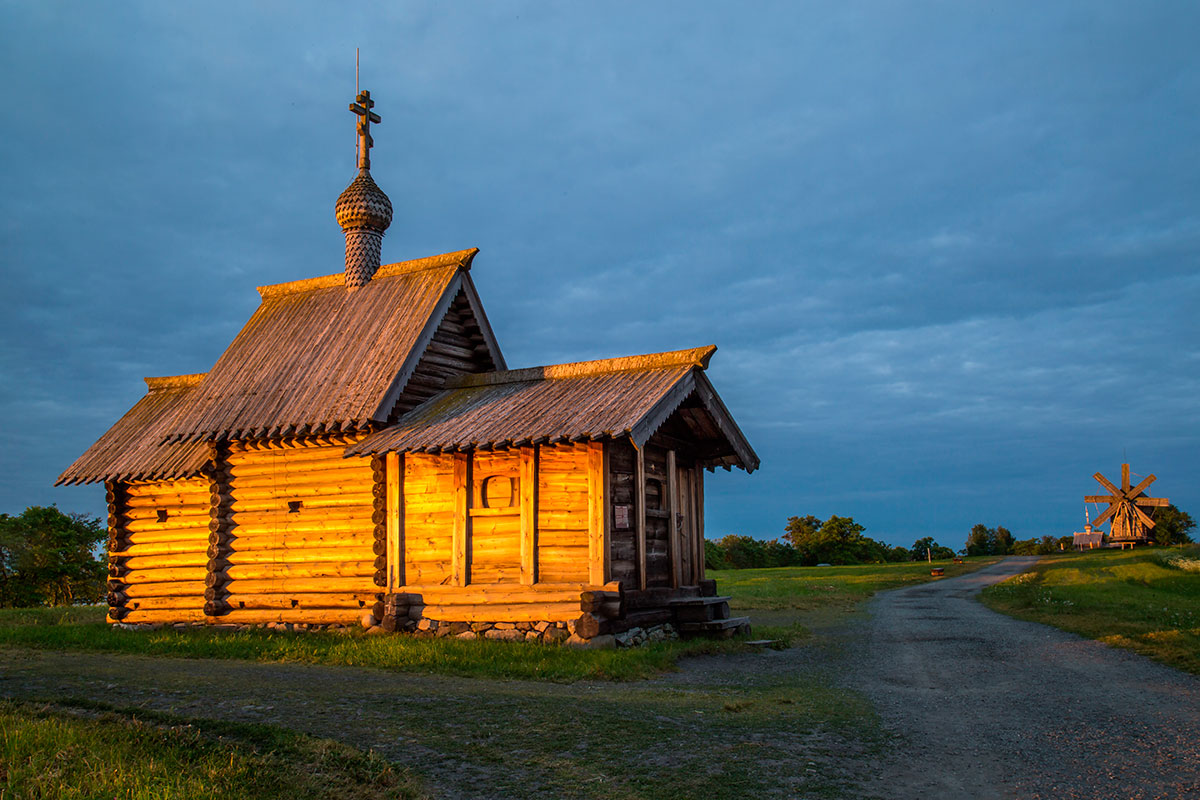
Лазаревская церковь после переноса в Кижи. Предположительно старейшая деревянная церковь, сохранившаяся на Руси.

После установления советской власти церковь Воскрешения Лазаря была заброшена.
В 1919 году на территории Муромского монастыря была организована сельхозкоммуна им. Троцкого. 30 августа 1930 года было принято постановление о её закрытии.
После 1945 года здесь располагался дом инвалидов.
В 1954 году архитектор А. В. Ополовников произвёл замеры Лазаревской церкви и сделал проект реставрации храма, в котором сохранился небольшой иконостас XVI века. В 1959 году храм разобрали и перевезли на плотах в Кижи, где реставрировали по проекту Ополовникова. Храм занял место в списке музейных реликвий как самый древний памятник деревянного зодчества, известный на территории России.
С середины 1960-х место запустело.

### Новейшая история
В 1991 году обитель была передана Русской Православной Церкви, началось возрождение монастыря.
К концу XX века сохранились белокаменные стены Успенского собора, остов церкви Всех Святых, разрушенный братский корпус. В настоящее время восстановлены: братский корпус, в котором разместились зимняя церковь святителя Николая, трапезная, кельи. Защитная часовня над Лазаревской церковью перестроена в летний храм, отреставрирована колокольня. Монастырь по-прежнему остаётся местом строгой уединённой жизни.

## Настоятели монастыря
- Лазарь, преподобный (1350—1391)
- Феодосий
- Афанасий[6]
- Ефрем (1508)
- Лаврентий (1537—1539)
- Зосима, игумен (1583)
- Иосааф I (1586)
- Мисаил, чёрный священник (1628—1629)
- Савватий (1647)
- Илларион (Запольский) (1650)
- Афанасий II (1670-е гг.)
- Иосиф (1674—1676)
- Иосаф II (1688)
- Варлаам (1689)[7]
- Кирилл (1722)
- Иаков (1737)
- Тарасий (с 1764)
- Пафнутий, строитель (1783)
- Иосиф, строитель (с 1783)
- Неонила (1786)
- Иоанн (Георгиевский), священник
- Феодосий, строитель, иеромонах (1867)
- Мисаил, строитель
- Онисим, иеромонах, строитель, с 1894 г. — игумен, с 1911 — архимандрит (1872—1914)
- Феодорит, и.д., иеромонах (1915)
- Феогност, иеромонах (1917)
- Иоаким (по 1918)[8]
- Афанасий Пименов, игумен 1992—2000
- Макарий, иеромонах (по 2010)
- Илия (Горбачёв), иеромонах, и.д. наместника.